# Masakra nad Sand Creek
Masakra nad Sand Creek 29 listopada 1864 roku była znaczącym wydarzeniem w historii konfliktów z Indianami, rozgrywających się na Wielkich Równinach Stanów Zjednoczonych. Oddziały milicji z Kolorado, dowodzone przez Johna M. Chivingtona dokonały masakry na zaskoczonych mieszkańcach wioski Indian z plemion Szejenów i Arapahów nad strumieniem Sand Creek (zwanym też, Big Sandy Creek) na równinach Kolorado. Zdarzenie zostało uznane w ówczesnej prasie amerykańskiej za ważne zwycięstwo nad walczącymi z odwagą i dobrze uzbrojonymi Szejenami. Dopiero gdy po kilku tygodniach do prasy zaczęli zgłaszać się naoczni świadkowie masakry, wszczęto śledztwo w sprawie wydarzeń nad Sand Creek.

## Tło wydarzeń
Na początku roku 1850 w Górach Skalistych wybuchła gorączka złota, która przeniosła się szybko w rejon zachodniego stanu Kansas. Spowodowała ona szeroki napływ białych osadników w stronę gór i Kalifornii. To z kolei wywołało liczne konflikty z zamieszkałymi tam od wieków Indianami z plemion Szejenów i Arapahów. Gwałtowność sporów skłoniła gubernatora Terytorium Kolorado Johna Evansa do wysłania na tereny walk byłego polityka i kaznodziei, płk. Johna M. Chivingtona z oddziałem milicji Kolorado. Siły pułkownika Chivingtona miały za zadanie przywrócić pokój między białymi a Indianami, a wrogo nastawionych tubylców - zmusić do kapitulacji i ukarać. Po kilku potyczkach na pograniczu część Indian skłaniała się do zawarcia pokoju i przyjęcia żywności na warunkach dyktowanych przez białych. Chivington nie miał zamiaru pertraktować z tubylcami, zaś swój ewentualny sukces nad Szejenami zamierzał zdyskontować politycznie (starał się o miejsce w Kongresie).
Do Fortu Lyon na rozmowy udał się wraz ze swoimi ludźmi m.in. wódz Szejenów Południowych Black Kettle. Po drodze Indianie założyli obóz nad strumieniem Sand Creek, w odległości 40 mil na północny wschód od fortu. Otrzymali przy tym zapewnienie od strony dowódcy fortu, iż ze strony wojska nic im nie grozi. Chivington, otrzymawszy informacje o miejscu pobytu grupy Indian uważanej za "wrogą", skierował przeciw niej 700 kawalerzystów z Kolorado oraz kompanię ochotników z Nowego Meksyku, którzy mieli zmusić Szejenów do poddania się.

## Przebieg
Rankiem dnia 29 listopada 1864 roku Amerykanie napadli na wioskę masakrując co najmniej 200 Indian (szacunki poszczególnych świadków i badaczy znacznie się różnią). Wśród zabitych dominowali starcy, kobiety i dzieci, zginęli także wodzowie White Antelope, Standing in the Water i War Bonnet. Straty żołnierzy wyniosły 10 zabitych i około 30 rannych. Jednym z wojskowych, który odmówił wykonania rozkazu ataku na pokojowych Indian, był abolicjonista z Massachusetts, porucznik Silas Soule, który zakazał swojej kompanii otwierania ognia do Indian.

## Konsekwencje
Masakra, podczas której żołnierze dopuścili się licznych aktów gwałtu i okrucieństwa na bezbronnych, niszcząc także indiańskie tipi i zapasy żywności oraz mordując setki koni, złamała ducha walki większości czejeńskich wodzów i wojowników, zmuszając Indian do przyjęcia warunków kapitulacji i zamieszkania w rezerwacie. Jedynie niewielka część młodszych wojowników - głównie z walecznego stowarzyszenia tzw. "żołnierzy-psów" - zdecydowała się dołączyć do opierających się białym na północy Szejenów Północnych i Lakotów. Skłonny do współpracy z białymi wódz Black Kettle zginął cztery lata później wraz z wieloma swymi ludźmi podczas ataku oddziału płk. Custera na inny pokojowy obóz Szejenów nad rzeką Washita.
Gdy okoliczności masakry wyszły na jaw, większość Amerykanów była wstrząśnięta brutalnością swoich wojsk. Pod naciskiem opinii publicznej doszło do śledztwa, mającego na celu wyjaśnić rolę Chivingtona w masakrze. Przeciwko pułkownikowi zeznawał m.in. Silas Soule, jednak wkrótce po złożeniu obciążających dowódcę oddziału milicjantów zeznań, Soule został zamordowany przez Charlesa W. Squiresa. Pomimo oskarżeń, nie znaleziono przeciwko Chivingtonowi wystarczających dowodów, a śledztwo umorzono. Do dziś niektóre amerykańskie źródła wojskowe i historyczne nazywają to nierówne starcie "bitwą" i zaliczają je do sukcesów Unii w wojnie secesyjnej.

## Współczesne upamiętnienie
Dopiero w 2002 roku pomnik upamiętniający m.in. zwycięstwo Amerykanów nad Sand Creek i stojący na stanowym Kapitolu Kolorado uzupełniono o tablicę ze szczegółami dotyczącymi masakry. W 2007 roku na miejscu masakry, do dziś uważanym przez potomków indiańskich ofiar za ziemię świętą, utworzono Narodowe Miejsce Pamięci - jednostkę systemu amerykańskich parków narodowych. Autorem projektu parku, przygotowywanego przez 8 lat z udziałem Służby Parków Narodowych, archeologów, historyków, współczesnych Indian oraz mieszkańców i władz Kolorado, był pochodzący z plemienia Szejenów amerykański senator Ben Nighthorse Campbell.
We wrześniu 2023 roku zmieniono nazwę góry w paśmie Front Range w Kolorado z Mount Evans na Mount Blue Sky. Decyzję podjęto ze względu na to, że poprzednia nazwa upamiętniała Evansa, który jest uważany za odpowiedzialnego za masakrę.